# Cañada Chica
Cañada Chica és una entitat de població de l'Uruguai, ubicada al sud-est del departament de Treinta y Tres. Té una població aproximada de 100 habitants, segons les dades del cens del 2004.
Es troba a 4 metres sobre el nivell del mar.